# Joan Busquets i Jané
Joan Busquets i Jané   (Barcelona, 5 de desembre de 1874 - Barcelona, 1949) fou un projectista de mobles i decorador català, un dels màxims representants del modernisme en les arts aplicades i les tendències posteriors fins a la Guerra Civil espanyola. Actualment se'n poden veure diversos models de mobiliari (arquimeses, cadiratges, taules, armaris, etc.) al Museu Nacional d'Art de Catalunya i al Museu del Modernisme Català a Barcelona.

## Biografia
Fill de l'ebenista Joan Busquets i Cornet, va dirigir la casa Busquets, empresa familiar fundada a Barcelona el 1840 pels seus oncles Josep, Miquel i Marc Antoni Busquets, especialitzada inicialment en la producció de tapissos i més tard en la producció de mobles. Una tipologia de mobiliari que el distingiria són les arquimeses. Va realitzar importants encàrrecs al llarg de la seva trajectòria professional per clients de la burgesia catalana, intel·lectuals i polítics, d'altres families benestants espanyoles i de llatinoamèrica, i institucions com la Mancomunitat de Catalunya, Foment del Treball, la Junta de Museus, la Diputació de Barcelona o el Reial Cercle Artístic. Col·laborà amb mestres artesans de renom en diversos àmbits com la metal·listeria artística, la talla artística, la pintura a l'oli, la serralleria i la tapisseria i amb artistes reconeguts com Sebastià Junyent, Oleguer Junyent i Josep Pey. Va ser president del Foment de les Arts Decoratives (FAD) des de 1918 fins a 1923.

### Primers anys
Es va formar a l'Escola de la Llotja de Barcelona com a ebenista i com a tècnic de disseny de mobiliari. El curs 1895-96 acabà els estudis i l'escola li atorgà una borsa de viatge per visitar els museus espanyols. Des de principis de la dècada del 1890 ja col·laborava a la casa Busquets realitzant els dibuixos de mobiliari.
El 1896, la vasa Busquets participà en la tercera Exposició dedicada a les Belles Arts i a les Indústries Artístiques de Barcelona, organitzada per l'Ajuntament de la ciutat, el jove Busquets fou guardonat amb una menció honorífica pels seus projectes de diversos mobles. L'estil del mobiliari respon a la moda eclèctica i historicista del gust del moment, principalment mobles d'estil gòtic i renaixentista, però també estil Lluís XV, Lluís XVI i rococó. El seu treball com a projectista de l'empresa aniria prenent més importància a partir del 1898, moment en què Busquets i Jané realitzà el primer dibuix aquarel·lat de tendència modernista.

### Etapa modernista (1898–1911)[Nota 3]
El primer projecte de moble modernista data de 1898, fou un armari-rentamans produït amb combinació de diverses fustes i en el qual Busquets i Jané introduí per primer cop la nova tècnica del pirogravat policromat substituint la marqueteria. Busquets i Jané a més de projectista i artista decorador aplica el pirogravat personalment sobre els mobles que ha dissenyat prèviament, de manera que intervé activament en la seva realització. Aquesta tècnica serà un element característic del que es reconeix com a estil Busquets. Formes més sinuoses i elements decoratius florals són algunes de les característiques adoptades al nou estil, però ho combinpà amb elements historicistes, i el moble encara tenia una aparença híbrida. Aquest mateix any projectà dos arquimeses pirogravades d'estil modernista.
El 1899 realitzà la primera calaixera modernista i pirogravada amb ornamentació naturalista, la decoració destaca pels girasols, un motiu floral habitual del modernisme català adoptat de l'Art Nouveau. Tanmateix, és important la influència de Louis Majorelle i Hector Guimar en l'estructura dels mobles, d'una gran fantasía formal, així com la inspiració en els models decoratius de Louis Majorelle, amb un gust especial pels elements naturalistes de flora i fauna. Pels volts del 1900 projectà les diverses peces de mobiliari per a un dormitori de model veritablement modernista, on adopta formes òssies i estructures més lleugeres d'influència d'Antoni Gaudí, i les línies sinuoses a la manera del coup de fouet de Victor Horta. Pel que fa a les formes òssies: ...de la producció busquetiana destaca una variada galeria de seients que desenvolupa durant el canvi de segle i primers anys del segle xx, des de cadires, chaise longue, butaques, banquetes, etc. Paral·lelament, continua realitzant projectes historicistes segons el gust dels clients.
Busquets i Jané inicià el nou segle assumint la responsabilitat de l'empresa (els encàrrecs, els projectes, les produccions i les vendes) i assolí el nou estil com a renovació per produir mobles artístics en la línia d'integrar l'art i la decoració como un tot, una aspiració proposada per William Morris que durant el modernisme conforma l'esperit d'artistes, arquitectes i decoradors dels exteriors i els interiors dels edificis. Durant la primera dècada del segle xx, aquesta idea d'un art total Busquets i Jané l'aplicà als diversos estils encarregats pels seus clients. En una casa cada estança podia estar decorada amb un estil diferent: un menjador neorococó, una saleta Lluís XV, un despatx gotitzant, un dormitari modernista, una sala d'estar japonesa, etc., la Casa Baixeras, ara desapareguda, n'era un bon exemple. La decoració s'estenia a tots els elements que configuren l'espai, mobles, cortinatges, tapisseries, catifes i objectes molt diversos, Busquets i Jané i el seu taller-botiga s'encarregaren de cobrir totes les necessitats de la clientela en funció de la demanda.
A més de la decoració amb pirogravat, cal destacar la tècnica de la marqueteria, molt característica dels mobles modernistes a Catalunya. Busquets i Jané comptà amb la col·laboració de Josep Pey i Sebastià Junyent per als dissenys de plantilles colorejades amb una iconografía inspirada amb la fauna, les figures femenines i la flora segons la moda del moment. Els colors servien com a base per aplicar posteriorment una gamma molt variada de fustes, això confería a la decoració una gran riquesa cromàtica, la varietat d'espècies de fustes és utilitzada per la producció de tota mena de mobiliari i es combinen fustes diferents.
A partir del 1903-1904, Busquets i Jané introduí nous elements en el disseny de mobles d'estil modernista, formes decoratives quadrangulars amb motius florals (roses, hortènsies) més senzills i elegants. L'estructura dels mobles era més rectolínia, la decoració menys recarregada,i hi havia una predomini de la simplicitat. Aquest canvi fou conseqüència, d'una banda, de la influència dels dissenys de R. Mackintosh i l'escola de Glasgow, de l'altra, de la Secessió Vienesa. Dos elements que assimilà i reproduí en el nou disseny de mobles són les roses i la ploma de paó. Al llarg de la dècada, s'observa una transició del mobiliari modernista d'influència de l'Art Nouveau cap a models anglesos i vienesos, que Busquets i Jané anomenava estil anglès modern. A tall d'exemple, un dormitori d'aquesta nova tendència va ser produït per encàrrec deFrancesc Cambó, client habitual de Busquets i Jané des de 1909 fins a 1926.
Aquesta dècada fou un període d'èxit per a la casa Busquets amb un paper molt destacat en les arts aplicades, tant pel que fa als encàrrecs com el reconeixement de la premsa i la seva implicació als debats teòrics.

### Entre el noucentisme i l'art déco (1911–1929)
A partir de 1911, la casa Busquets segueix realitzant mobiliari d'estils diversos en consonància amb els gustos dels clients. Produeix mobles de l'estil Lluís XVI, l'anglès, l'Imperi i a més realitza mobiliari que recupera la tradició catalana i d'estil modern. Aquest últim estil és una combinació de referències franceses camí de l'art decó i el mediterranisme aplicat a l'ornament proposat pel debat noucentista que busqua les arrels nacionals en motius i formes classiques que tendeixen a la simplificació de les línies corbes. El gust clàssic promovia l'estil neorenaixentista i les formes italianitzants que també es reflectien en l'arquitectura. En aquest sentit els espais interiors dels habitatges també es van modificant i els rebedors i vestíbuls de les cases benestants prenen un major protagonisme, són cada cop més amplis com a lloc de rebuda. Un ejemple és el projecte de decoració del rebedor de la Casa Trinxet (1922), on Busquets i Jané dissenyà mobles italianitzans i decoracions de parets amb tapissos pintats de grans dimensions, reproduint quadres amb escenes mitològiques de pintors italians com Botticelli.
L'art déco es desenvolupà a Catalunya en el període d'entre guerres, però és un estil efímer i eclètic. La casa Busquets l'aplicava a l'ornamentació, on combinava una decoració amb temes del noucentisme i motius francesos amb formes de mobiliari orientalitzants. Pel que fa a les tècniques i els materials Busquets i Jané segueix utilitzant la tècnica del pirogravat, a més de la marqueteria que amb l'estil decó ha introduït nous materials con l'ivori i el nacra. El mobiliari també es decorava amb incrustacions de l'elements de bronze i carei i s'aprofitaven les betes que contribueixen a la funció decorativa. L'interès per l'exotisme oriental es feu palès en la decoració amb la tècnica del lacat urushi, tècnica japonesa introduïda a Barcelona pel lacador Lluís Bracons a partir de 1921. Aquest i Enriqueta Benigani col·laboraren amb Busquets i Jané, per ejemple, en la realització de plafons de parets.
L'any 1925 s'inaugurà l'Exposició d'Arts Décoratifs Modernes de París, amb aquesta mostra es difon i populartitza l'art Decó. Busquets i Jané participa amb un menjador de formes rectes, més funcionals i pròpies del "Decó", també anomenat moble modern. A partir d'aquest moment, l'estil modern fou la línia que seguia el nou disseny, allunyat de formes modernistes, gotitzants i neos, però es continaren realitzant mobles de formes i decoracions eclèctiques.
La recerca d'un art i una cultura nacional catalana, encetada pel noucentisme, inclo¡ia el debat sobre els oficis d'art entre el 1910 i 1923, molt influenciat per les propostes de Joaquim Folch i Torres. Busquets i Jané participà en els debats dels bells oficis i també s'interessà i reflexionà sobre la creació del Museu d'Art Nacional. Alhora, tingué una presència molt activa i continuada al FAD, institució de la qual era soci des de la seva fundació i en fou president durant el període 1918-1923, però més endavant l'abandonà per diferències de criteri amb el nou president.

### Últims anys
Durant la dècada de 1930, la casa Busquets produí gran quantitat de mobles d'estil modern, activitat que quedà temporalment interrompuda durant la Guerra Civil. A més, canvià l'estructura de l'empresa, ja que se separà el taller de la botiga, el que es seria definitiu durant la dècada del 1940. Els anys de la posguerra van ser difícils, però Busquets i Jané va recuperar l'empresa i va seguir treballant fins a la seva mort, l'any 1949, atropellat per un tramvia.

## Exposicions, fires i premis
La casa Busquets ja participava en exposicions des de la dècada de 1800 i també realitzava viatges a París, Londres i d'altres ciutats europees per estar al dia de les innovacions en les arts aplicades, adquirir objectes i encarregar teles per a tapissos i cortinatges, sobretot a París. L'última exposició a la qual va participar va ser el 1935 a la Fira de Barcelona. També obtingué diversos premis i nominacions.
La presència de les obres de J. Busquets i Jané a les exposicions d'ençà que es feu càrrec de l'empresa destacà a l'Exposició Nacional de Belles Arts de Madrid de 1904 i posteriorment la V Exposició Internacional de Belles Arts i Indústries Artístiques de Barcelona de 1907, on és premiat amb primera medalla. El 1910 participa per primer cop a una exposició internacional amb el FAD a l'Exposició de Belles Arts del Primer Centenario de la Independencia de Méjico on és guardonat amb una medalla i seguidament a l'Exposición Española de Arte e Industrias Decorativas, també a Mèxic, on obtingué un diploma. El mateix any es presentà a l'Exposició de Buenos Aires, on li atorgaren un gran premi d'honor. El 1911 se celebrà la VI Exposició Internacional d'Art de Barcelona, on rebé una medalla de primera classe i el 1912, a l'Exposició de Londres, obtingué el gran premi d'honor . El 1918 participà en el Saló de Tardor París i fou premiat per una arqueta d'estil renaixentista. A l'Exposition des Arts Décoratifs Modernes celebrada a París el 1925 participà amb el FAD i rebé un diploma d'honor per la instal·lació d'un menjador.